# Huntington (Oregon)
Pour les articles homonymes, voir Huntington.
Huntington est une municipalité américaine située dans le comté de Baker en Oregon. Elle est située sur la rivière Snake et le long de l’Interstate 84 et de la U.S. Route 30. 
Lors du recensement de 2010, sa population est de 440 habitants. Située sur le Snake, la municipalité s'étend sur 0,75 milles carrés (1,94 km2).
La localité doit son nom aux frères Huntington, qui ont participé à la fondation de la ville dans la deuxième moitié du XIXe siècle. Huntington devient une municipalité le 18 février 1891.